# Ghatkeser
Ghatkeser é uma vila no distrito de Rangareddi, no estado indiano de Andhra Pradesh.

## Demografia
Segundo o censo de 2001, Ghatkeser tinha uma população de 17 200 habitantes. Os indivíduos do sexo masculino constituem 51% da população e os do sexo feminino 49%. Ghatkeser tem uma taxa de literacia de 68%, superior à média nacional de 59,5%: a literacia no sexo masculino é de 74% e no sexo feminino é de 61%. Em Ghatkeser, 13% da população está abaixo dos 6 anos de idade.